# Hull City Association Football Club
El Hull City es un club de fútbol de Inglaterra, de la ciudad de Kingston upon Hull en Yorkshire. Fue fundado en 1904 y actualmente juega en la English Football League Championship de Inglaterra desde la temporada 2021-22.
Luego de quedar tercero en la temporada 2007–2008 del Football League Championship, Hull City ascendió a la máxima categoría del fútbol inglés, la Premier League. Para ello derrotó en el Estadio de Wembley al Bristol City por 1-0.
En la temporada 2008/09 de la Premier League finalizó en el 17.º lugar, salvándose levemente del descenso.

## Historia
Hull City AFC es un club de fútbol Inglés asociación con sede en Kingston en Hull, East Riding de Yorkshire, fundada en junio de 1904. El club participa en el Campeonato de Liga de Fútbol, el segundo nivel del fútbol Inglés. En 2007-08 logró el ascenso a la máxima categoría del fútbol Inglés, por primera vez en su historia, al ganar el play-off final del Championship en el estadio de Wembley. El club terminó en la 17 ª posición en la temporada 2008-09 de la Premier League, logró evitar el descenso por un punto.
La última vez que el Hull City terminó en una alta posición en la Football League fue en la temporada 1909-10 de la vieja Second Division donde terminaron terceros; posición que igualaron en 2007-08 cuando ganaron la promoción. Sus mayores logros en competiciones de copa fueron en 1930, cuando el equipo llegó a la semifinal y en 2014 a la final siendo subcampeón, ambas por FA Cup.
Hull City juega sus partidos de local en el KC Stadium. Antes jugaron en Boothferry Park, pero se mudaron a su actual hogar en 2002, con el Boothferry Park previsto para su demolición. Tradicionalmente su uniforme es negro y ámbar, a menudo con un diseño de camiseta a rayas, de ahí su apodo de Los Tigres. La mascota del club es Roary the Tiger.

### Premier League y vuelta al Championship

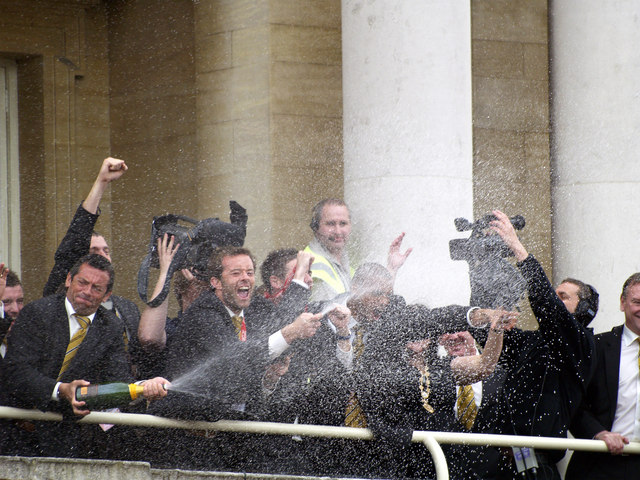
Phil Brown y los jugadores celebran el ascenso a la Premier League en el 2008.

### Fútbol Primera División (2008–2010)
A pesar de ser uno de los favoritos para el descenso en la temporada 2008-09, Hull inició su andadura en la Liga Premier superando a Fulham 2-1 en el primer día en su primer partido primer vuelo superior. Con una sola derrota en su debut nueve partidos, incluyendo el famoso triunfo por 2-1 ante el Arsenal en el Emirates y también ganando por 1-0 en White Hart Lane ante el Tottenham Hotspur. Hull City se encontraba (temporalmente) compartiendo la parte superior de la tabla de la Premier League en puntos (tercero por diferencia de goles), después de una victoria 3-0 sobre el West Bromwich Albion – diez años antes habían estado en la parte inferior de la cuarta división de Fútbol Inglés.
El desempeño del Hull nunca encontró los máximos de principios de otoño, ganando solo dos partidos más en lo que resta de la temporada. A pesar de la caída del desempeño y el lento deslizamiento hacia abajo de la tabla, Hull City llegó al último partido de la temporada en la 17.ª posición y por encima de la zona de descenso. Aunque finalmente perdió el partido contra el Manchester United 0-1, sin embargo, Newcastle United y el Middlesbrough también perdieron sus partidos contra el Aston Villa y West Ham United, respectivamente, asegurando así una segunda temporada de la Premier League para el Hull City.
El 29 de octubre de 2009 el presidente Pablo Duffen renunció a su puesto con el club y fue reemplazado por el expresidente Adam Pearson, el 2 de noviembre de 2009. El 15 de marzo de 2010 el mánager Phil Brown se puso en licencia después de salir de una racha de cuatro derrotas dejando al Hull en la zona de descenso. El reemplazo de Brown fue el exentrenador del Crystal Palace y Charlton Athletic, Iain Dowie.

### Vuelta a la Football League
El descenso del Hull City de la Premier League fue confirmado el 3 de mayo de 2010, después de un empate 2-2 ante el Wigan Athletic.
El contrato de Philt Brown como entrenador terminó el 7 de junio de 2010, y la búsqueda de su reemplazo continuó más allá de mediados de junio ya que el club confirmó que Iain Dowie no se mantendría como mánager del equipo. Nigel Pearson fue confirmado como el nuevo mánager el 29 de junio, atraído desde el Leicester City, en parte por las ambiciones para el Championship de los Tigres.
Un bloqueo sobre la política de transferencias de jugadores en el club fue puesto en marcha por la Junta del Hull City el 28 de julio de 2010; las transferencias se redujeron sustancialmente a los £ 39 millones por año, al principio esto causó muchas dudas al nuevo entrenador en su esfuerzo para construir un equipo capaz de un retornar rápidamente a la Premier League.
Sin embargo, Pearson ha traído varias transferencias y firmado préstamos de jugadores para el club en su empeño de fortalecer el equipo para la campaña de esta temporada.
El 12 de marzo de 2011, el Hull estableció un nuevo récord, con 14 partidos sin perder de visitante, rompiendo un récord que se remonta a 62 años. La racha de invictos fuera de casa de 17 partidos se rompió finalmente cuando el Bristol City en el último día de la temporada 2010-11 lo derrotó 3-0.

## Uniforme
- Uniforme titular: Camiseta naranja con detalles negros, pantalón negro y medias naranjas.
- Uniforme alternativo: Camiseta blanca, pantalón blanco y medias blanco.
- Tercer uniforme: Camiseta celeste, pantalón azul y medias celestes.

### Evolución del uniforme

#### Local
| 2021-22 | 2020-21 | 2019-20 | 2018-19 | 2017-18 | 2016-17 | 2015-16 | 2014-15 |
| 2013-14 | 2012-13 | 2011-12 | 2010-11 | 2009-10 | 2008-09 |         |         |

#### Visita
| 2021-22 | 2020-21 | 2019-20 | 2018-19 | 2017-18 | 2016-17 | 2015-16 | 2014-15 |
| 2013-14 | 2012-13 | 2011-12 | 2010-11 | 2009-10 | 2008-09 |         |         |

#### Tercero
| 2021-22 | 2020-21 | 2019-20 | 2018-19 | 2017-18 | 2016-17 | 2015-16 | 2014-15 |

## Estadio

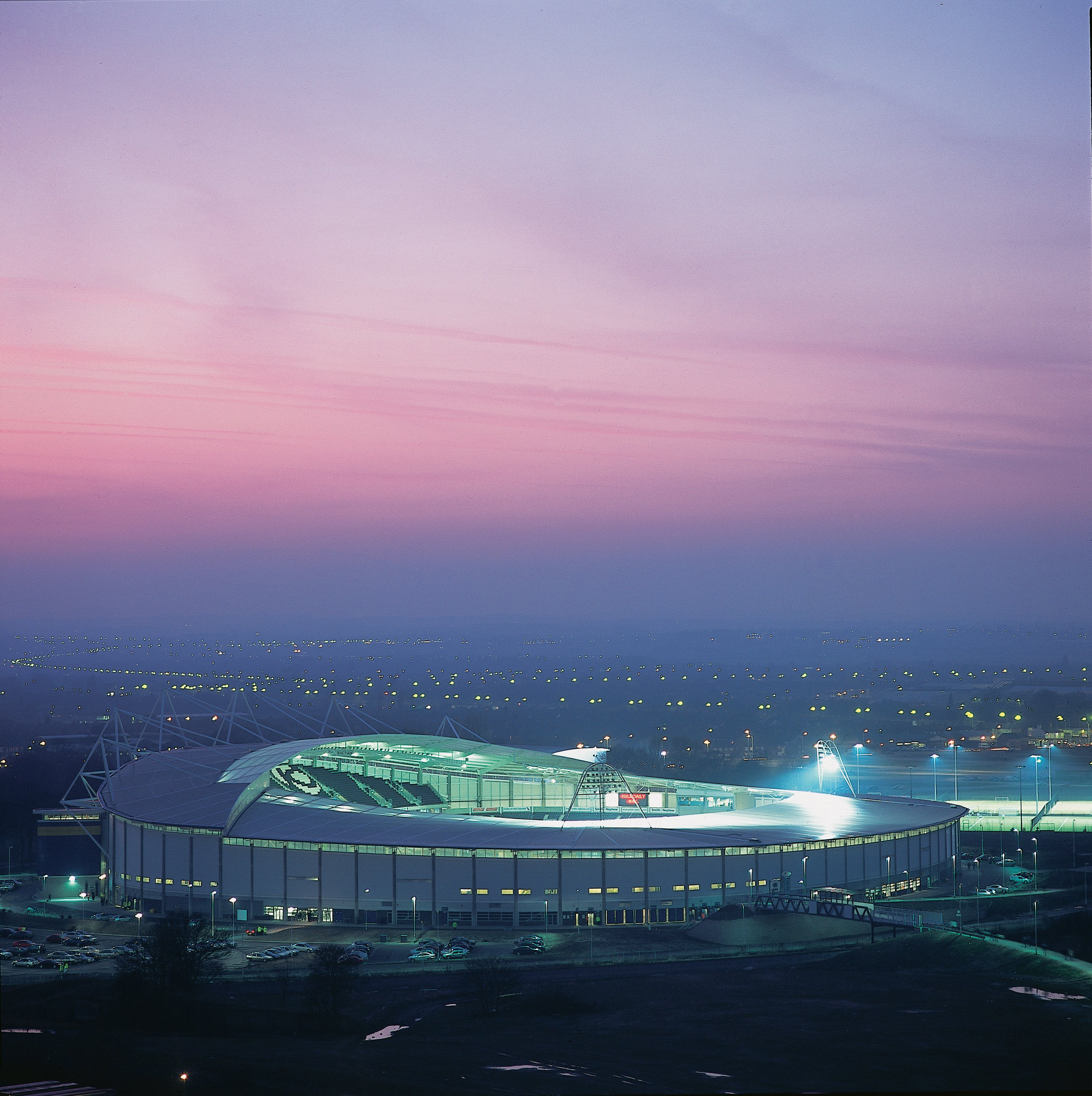
MKM Stadium

El primer estadio del equipo fue Boothferry Park fue el estadio de los tigres de 1946 al 2002. Desde 2002, el Hull City juega sus de local en el KCOM Stadium, el cual ganó el reconocimiento de la FA League por tener la mejor gramilla de Inglaterra en el año 2006. El nombre cambio hace poco por MKM Stadiums

## Derbis y Rivalidades
El Hull City tiene una gran rivalidad con el Leeds United.
Además disputa el "Humber Derbi" con los otros dos clubes cercanos: Scunthorpe United y Grimsby Town.

## Palmarés
- Participaciones en Premier League (6): 2008-09, 2009-10, 2013-14, 2014-15, 2016-17 (Entre otros)
  - Mejor puesto: 16° lugar (2013-14)
- Participaciones en la Liga Europa de la UEFA (1):
  - Cuarta ronda previa: 2014-15
- FA Cup:
  - Subcampeón: 2013-14
- Copa de la Liga de Inglaterra
  - Semifinales: 2016-17
- Football League Championship  (Segunda división de Inglaterra)
  - Subcampeón: 2012–13
  - Ganadores de la eliminatoria por el ascenso: 2007–08, 2015–16
- Football League One (Tercera división de Inglaterra)
  - Campeón (2): 1965-66, 2020-21
  - Subcampeón: 1958–59, 2004–05
  - Ascenso: 1984–85
- Football League Third Division North
  - Campeón (2): 1932-33, 1948-49
- Football League Two (Cuarta división de Inglaterra)
  - Subcampeón: 1982–83, 2003–04
- Football League Trophy
  - Subcampeón: 1984
- Watney Cup
  - Subcampeón: 1973

## Participación en competiciones de la UEFA
| Temporada | Torneo                     | Ronda            | Club       | Casa | Visita | Global |
| --------- | -------------------------- | ---------------- | ---------- | ---- | ------ | ------ |
| 2014–15   | UEFA Europa League 2014–15 | Clasificatoria 3 | AS Trenčín | 2–1  | 0–0    | 2–1    |
| 2014–15   | UEFA Europa League 2014–15 | Play-off         | Lokeren    | 2–1  | 0-1    | 2–2    |